# RegioJet
RegioJet AG (RJ) of (RGJ) is een particulier spoorweg- en busbedrijf in Tsjechië, gevestigd in Brno. Het bedrijf is een dochteronderneming van Student Agency. In 2009 werd RegioJet opgericht en in 2010 werd de eerste treindienst gereden. In 2011 verwierf RegioJet een regionale concessie in Tsjechië.
Het bedrijf breidde in de hiernavolgende jaren uit in zowel Tsjechië als Slowakije. In 2017 werd een treindienst tussen Praag en Wenen opgestart.

## Treindiensten
- Praag – Brno - Wenen
- Praag – Brno - Bratislava
- Praag – Košice – Humenné

## Nachttrein
- Praag – Košice – Humenné